# Натхдвара
Натхдвара (англ. Nathdwara, гінді नाथद्वार) — місто в Раджастхані, Західна Індія. Розташоване у гірському ланцюзі Араваллі на річці Банас в окрузі Раджсаманд за 48 км на північ від Удайпура. У місті знаходиться відомий храм Крішни, який є одним із священних місць паломництва індуїзму, особливо для послідовників традицій крішнаїзму. У храмі поклоняються Шрінатхджі — божеству Крішни у формі Бога-дитини, що піднімає пагорб Говардхан. Спочатку це божество було встановлено на вершині пагорба Говардхана у Враджі, але у XVI столітті, щоб захистити його від антиіндуїстської кампанії могольского імператора Аурангзеба, воно було перенесено в Раджастхан. Раніше храм Шрінатхджі був царським палацом раджей-раджпутів Сесодіа, що правили Меваром.
У перекладі «Натхдвара»  означає «ворота Господні». Згідно з легендою Крішна сам побажав залишитися на цьому місці. Коли караван, який перевозив божество в безпечне місце з Вріндавану і зупинився на місці майбутнього храму, колеса воза, на якому знаходилося божество, глибоко загрузли в багнюці. Ніякими зусиллями візок не вдалося зрушити з місця. Пуджарі, що супроводжував божество, зрозумів, що це була воля самого Крішни, який побажав залишитися тут. Незабаром на цьому місці було побудовано храм, який з того часу є важливим місцем паломництва. Величезна кількість паломників приїжджає сюди на великі індуїстські фестивалі, особливо в Джанмаштамі. Пуджарі, що поклоняються божеству в храмі, є нащадками вайшнавського ачар'ї Валлабхі, який раніше встановив божество Шрінатджі на Говардхані.
Згідно із всеіндійським переписом 2001 року, у Натхдварі проживало 37 007 людей, з яких чоловіки становили 52 %, жінки — 48 %. Рівень грамотності дорослого населення становив 73 %, що значно вище середньоіндійського рівня (59,5 %). Серед чоловіків, рівень грамотності досягав 80 %, серед жінок — 65 %. 13 % населення становили діти до 6 років.
Натхдвара також є центром мистецтва. Особливо знамениті раджастханські картини в стилі «пічвай» мерварської школи живопису. Основним мотивом є історії з життя Крішни і, звичайно ж, божество Шрінатджі — загадкова чорнолика фігура Крішни, що піднімає пагорб Говардхану мізинцем лівої руки.